# Speocera phangngaensis
Speocera phangngaensis is een spinnensoort uit de familie Ochyroceratidae. De soort komt voor in Thailand.